# Ladale Richie
Ladale Osagie Richie (31 maggio 1988) è un calciatore giamaicano, difensore del Mount Pleasant e della Nazionale giamaicana.

## Carriera

### Club
Ha sempre giocato nel campionato giamaicano.

### Nazionale
Ha esordito in Nazionale nel 2011 ed è stato convocato per la Gold Cup 2017.